# Oberzeiring
Oberzeiring è una frazione di 834 abitanti del comune austriaco di Pölstal, nel distretto di Murtal, in Stiria. Già comune autonomo, il 1º gennaio 2015 è stato fuso con gli altri comuni soppressi di Bretstein, Sankt Johann am Tauern e Sankt Oswald-Möderbrugg per costituire il nuovo comune di Pölstal.